# ニュース930 (テレビ神奈川)
『ニュース930』（ニュースきゅーさんまる）は、テレビ神奈川（TVKテレビ、現tvk）で2002年4月より2013年3月まで放送されていたニュース番組である。
2010年から1年間金曜に放送されていた姉妹番組の『ニュースFRIDAY』についてもこちらで記述する。

## 概要
神奈川新聞のテレビ神奈川への経営参画を受けて開始された。本番組開始に伴い、神奈川新聞は、支社・支局内に5支局（横須賀＜横須賀支社内＞、川崎（後に本社管轄に変更）、湘南、相模原、県央、小田原＜県西支局内＞）を設置、記者とENGカメラを常駐させている。
メインキャスターには、過去に参議院選挙特番や『HAMA大国』の司会を担当した報道部の中村行宏を起用。本番組によりtvkのニュースキャスターとして定着した。
2007年7月30日より第2スタジオ改装に伴い、デジタルハイビジョン制作となった。同時に放送開始からあったスタジオバックのタイトルロゴが廃止された。また、2008年4月7日からはハイビジョン対応のオープニングに変更され、ステレオ放送となった（オープニングはその後も度々変更が行われた）。
2010年8月2日からは地上アナログ放送でも、レターボックスを付けた状態で放送された。
2013年春の改編で終了、後番組は『NEWS930α』。

### 番組タイトルについて
番組放開始当初から新聞でのテレビ欄では『(N)ワイド[天]』の番組名で表記された。
番組開始当初から現社屋に移転する2004年4月までの期間は『TVKニュース930』とのタイトルだったが、社屋移転後は番組タイトルロゴに「tvk」などの文字の表記は行われていない。その一方でtvkのウェブサイトやEPG等での表記は『tvkニュース930』としていた。また放送末期は番組ロゴのローマ字表記を『NEWS 930』としていた。

## 出演者
- 特記人物以外は全て担当当時のtvkアナウンサー。
- 高校野球神奈川大会期間中はtvk女性アナウンサーのシフト体制となる（天気予報も兼務し、定時ニュースと同じ体制）。

### メインキャスター
- 中村行宏 初代・編集長兼務（2002.4 - 2008.7.11）
- 壺阪敏秀 2代目・編集長兼務（2008.7.29 - 2010.4.2）降板後も『ニュースFRIDAY』と兼務で編集長を引き続き務めたり、リポートで『ニュースFRIDAY』にも出演した。
- 諏訪圭司 中村の代理出演。
- 富樫吉樹 中村の代理出演。中村がメンインキャスターを務めていた時期よりリポーター等で不定期や週1で出演した。後に本番組編集長として出演。
- 三崎幸恵（2010.4 - 2011.3）[1]月・火
- 小林咲夏（2011.4 - 2013.3）月・火
- 三浦綾子（2010.4 - 2013.3）2011.3まで木・金、2011.4より水・木・金

### サブキャスター[2]
- 野中美里[3]（2002.4 - 2005.3）
- 松本尚子[3]（2002.4 - 2003.3）
- 仲山今日子（2003.4 - 2003.10）
- 三崎幸恵（2003.10 - 2006.7）
- 大原裕美（2005.4 - 2006.3）
- 東美咲（2006.3 - 2007.6）
- 三浦綾子（同上、2006.10 - 2010.3）
- 小林咲夏（2007.7 - 2010.4.2）

### ウェザーニュースキャスター[4]
- 木島由利香（2008.4 - 2010.4）[5]
- 山田泰葉（2010.4 - 2011.6、伊藤りえとの隔週交代）[5][6]
- 伊藤りえ（ウェザーニューズ所属、2010.4 - 2013.3、2011.6までは山田泰葉との隔週交代だった）[5][6][7][8]

#### スポーツキャスター[9][8]
- 佐藤亜樹
- 根岸佑輔

## 放送時間
- 月から木　21:30 - 22:00（祝日は21:50 - 22:00に通常の『tvkニュース』を放送）

（夏の高校野球神奈川大会放送中（『高校野球ニュース』編成時）は21:30 - 21:40の短縮放送）

## ニュースFRIDAY
『ニュースFRIDAY』（ニュース・フライデー）は、2010年4月9日から1年間金曜に放送されていた『ニュース930』の姉妹版である。関東周辺で『ニュースフライデー』とのタイトルを使用している放送局は存在しないが、こちらについても『ニュース930』に合わせ、tvkのウェブサイトやEPG等での表記を『tvkニュースFRIDAY』としていた。放送時間は当初は21:15からの45分枠、直前の時間に野球中継が行われた場合は『ニュース930』と同時間帯だったが、後に完全に30分枠へ移行し、同番組終了後は『ニュース930』に戻された。
メインキャスターは『ニュース930』を担当していた小林咲夏、スポーツニュースは佐藤亜樹。その他は基本的に『ニュース930』と同じ。

## 930/FRIDAYのコーナー
NEWS930（通常版）
- オープニング〜きょうのニュース
- 日替わり特集＜後述＞
- NEWS FLASH
- ベイスターズ情報（期間中）
- ウェザーニュース
- ニュース＆株式市況
- エンディング

NEWS FRIDAY（通常版）
- オープニング〜きょうのニュース
- 日替わり特集＜後述＞
- スポーツニュース
- NEWS FLASH
- ウェザーニュース
- ニュース＆株式市況
- エンディング

NEWS930／NEWS FRIDAY（高校野球期間中短縮版）
- オープニング〜きょうのニュース
- ベイスターズ情報
- 天気予報
※ウェザーニュースキャスターではなく、当日出演したキャスターが担当した。
- エンディング

### 日替わり企画
- 特集
- ヒットのヒント
- スポーツフィールズ
- 支局レポート

### 過去のコーナー
- マネートゥデイ（ブルームバーグテレビジョンより配給）（2002.4 - 2009.3.27）

## スタジオ
- 【旧社屋】SEAスタジオ
- 【新社屋】第2スタジオ